# Nations Cup Femenina 2013
La Nations Cup Femenina del 2013 fue la cuarta y última edición del torneo femenino de rugby.

## Equipos participantes
- Selección femenina de rugby de Canadá (Canucks)
- Selección femenina de rugby de Estados Unidos (Eagles)
- Selección femenina de rugby de Inglaterra (Red Roses)
- Selección femenina de rugby de Sudáfrica

## Posiciones
| Pos. | Equipo         | Encuentros | Encuentros | Encuentros | Encuentros | Tantos  | Tantos    | Tantos     | Puntos Bonus | Puntos Totales |
| Pos. | Equipo         | jugados    | ganados    | empatados  | perdidos   | a favor | en contra | diferencia | Puntos Bonus | Puntos Totales |
| ---- | -------------- | ---------- | ---------- | ---------- | ---------- | ------- | --------- | ---------- | ------------ | -------------- |
| 1    | Canadá         | 3          | 2          | 0          | 1          | 99      | 69        | + 30       | 2            | 10             |
| 2    | Inglaterra     | 3          | 2          | 0          | 1          | 79      | 67        | + 12       | 2            | 10             |
| 3    | Estados Unidos | 3          | 2          | 0          | 1          | 82      | 75        | + 7        | 2            | 10             |
| 4    | Sudáfrica      | 3          | 0          | 0          | 3          | 54      | 103       | - 49       | 2            | 2              |

## Resultados
| 30 de julio | Canadá | 29 - 25 | Inglaterra |  |  |

| 30 de julio | Estados Unidos | 32 - 22 | Sudáfrica |  |  |

| 4 de agosto | Inglaterra | 18 - 14 | Sudáfrica |  |  |

| 4 de agosto | Estados Unidos | 29 - 17 | Canadá |  |  |

| 7 de agosto | Canadá | 53 - 15 | Sudáfrica |  |  |

| 7 de agosto | Estados Unidos | 21 - 36 | Inglaterra |  |  |

### Tercer puesto
| 10 de agosto | Estados Unidos | 61 - 5 | Sudáfrica |  |  |

### Final
| 10 de agosto | Canadá | 27 - 13 | Inglaterra |  |  |

| Bandera de Canadá |
| Campeón Canadá    |